# G7 del 2019
Il 45º vertice del G7 si è svolto in Francia a Biarritz, in Nuova Aquitania dal 24 al 26 agosto 2019. La riunione è stata guidata dal Presidente della Repubblica Francese Emmanuel Macron. Per la sesta volta consecutiva dopo la sospensione della Russia dal G8 nel marzo 2014, il vertice si è tenuto nel formato G7.

## Partecipanti
| I membri del G7 In grassetto lo Stato ospitante | Rappresentato da | Titolo                                | Vertici precedenti                                                           |
| ----------------------------------------------- | ---------------- | ------------------------------------- | ---------------------------------------------------------------------------- |
| Francia                                         | Emmanuel Macron  | Presidente                            | 2018, 2017                                                                   |
| Canada                                          | Justin Trudeau   | Primo ministro                        | 2018, 2017, 2016                                                             |
| Germania                                        | Angela Merkel    | Cancelliere federale                  | 2018, 2017, 2016, 2015, 2014, 2013, 2012, 2011, 2010, 2009, 2008, 2007, 2006 |
| Giappone                                        | Shinzō Abe       | Primo ministro                        | 2018, 2017, 2016, 2015, 2014, 2013, 2007                                     |
| Italia                                          | Giuseppe Conte   | Presidente del Consiglio dei ministri | 2018                                                                         |
| Regno Unito                                     | Boris Johnson    | Primo ministro                        | Prima partecipazione                                                         |
| Stati Uniti d'America                           | Donald Trump     | Presidente                            | 2018, 2017                                                                   |
| Unione europea                                  | Donald Tusk      | Presidente del Consiglio europeo      | 2018, 2017, 2016, 2015                                                       |

Il Presidente della Commissione Europea Jean-Claude Juncker non ha partecipato al G7 per motivi di salute.

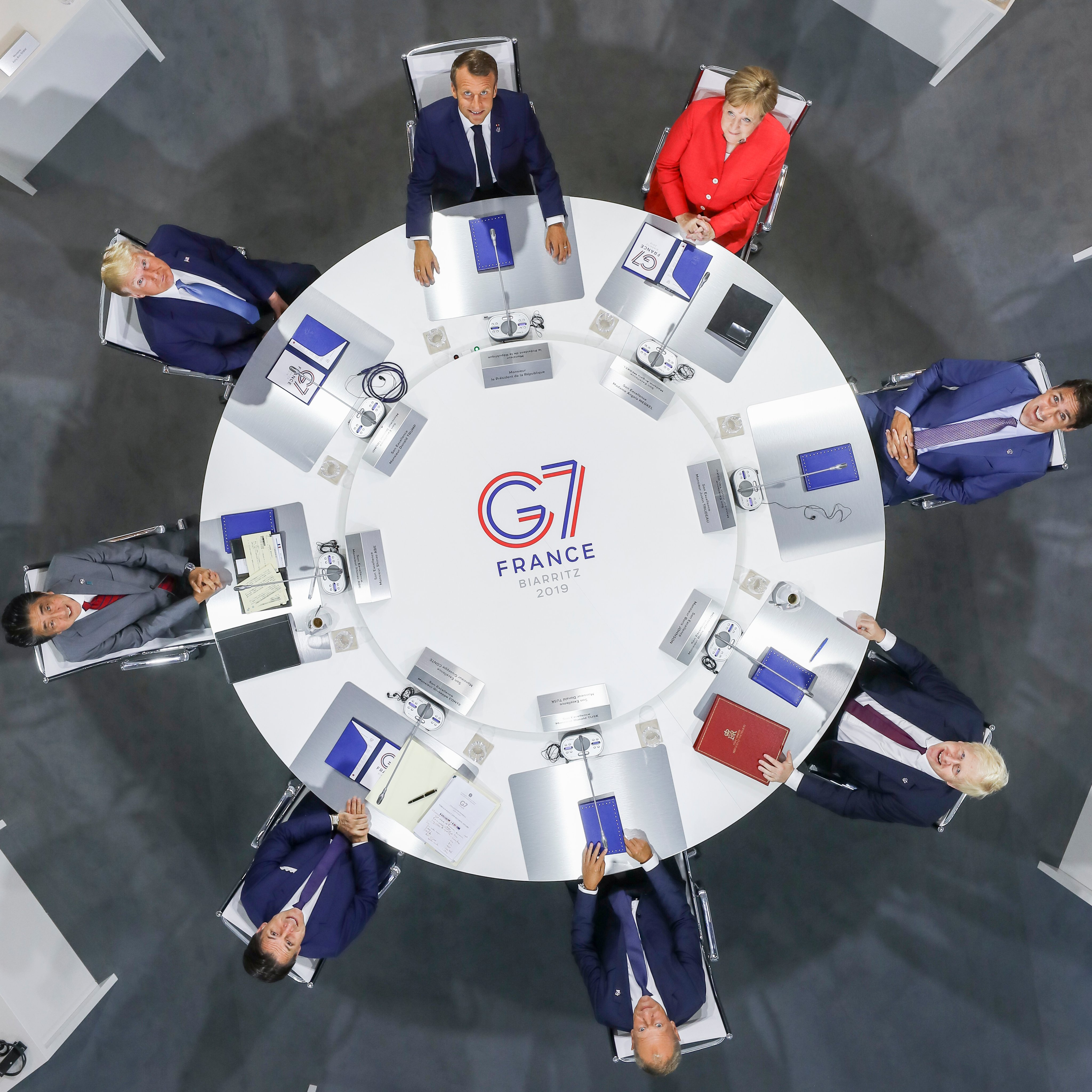
I leader al tavolo.

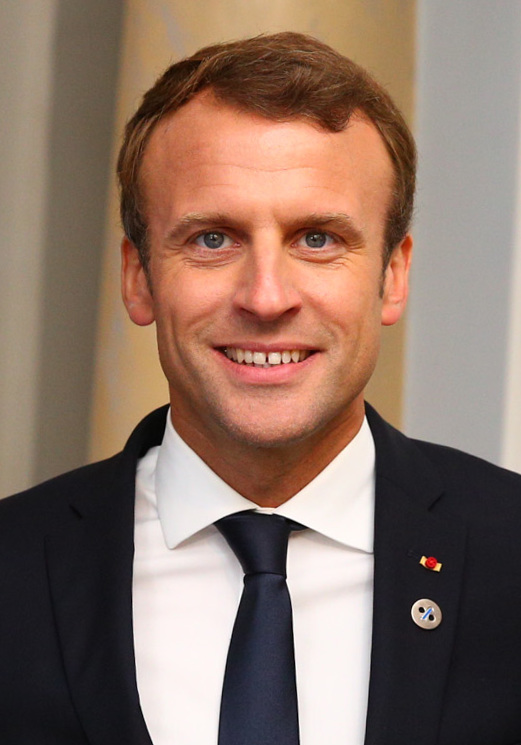
FRA Emmanuel Macron, Presidente
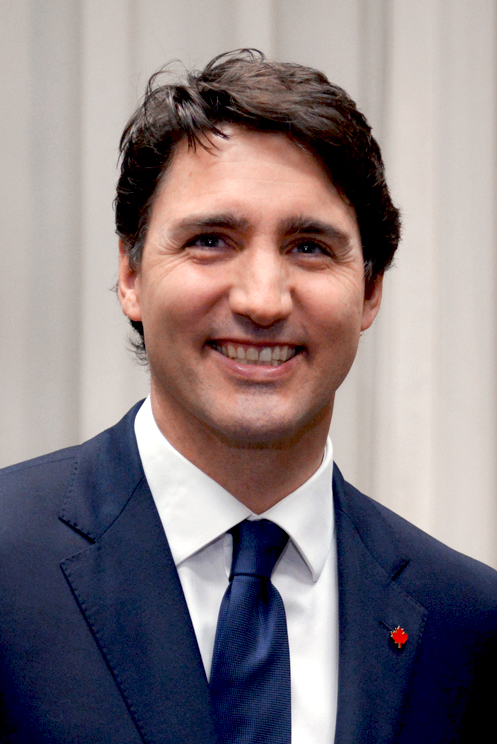
CAN Justin Trudeau, Primo ministro
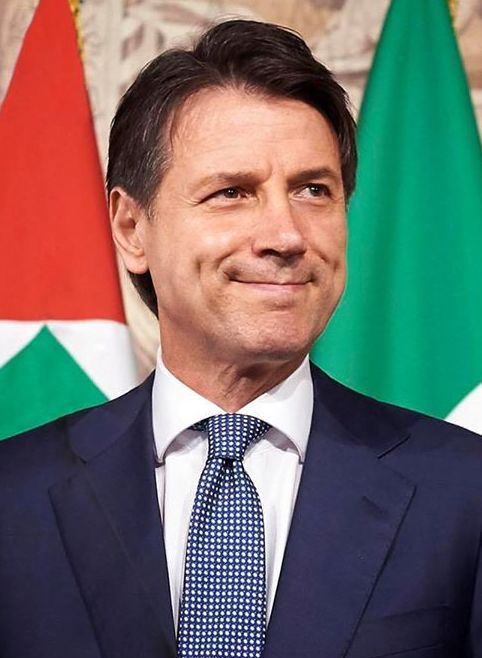
ITA Giuseppe Conte Presidente del Consiglio dei ministri
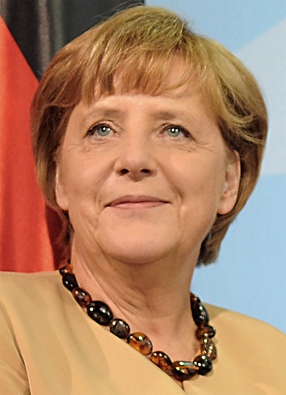
DEU Angela Merkel, Cancelliere
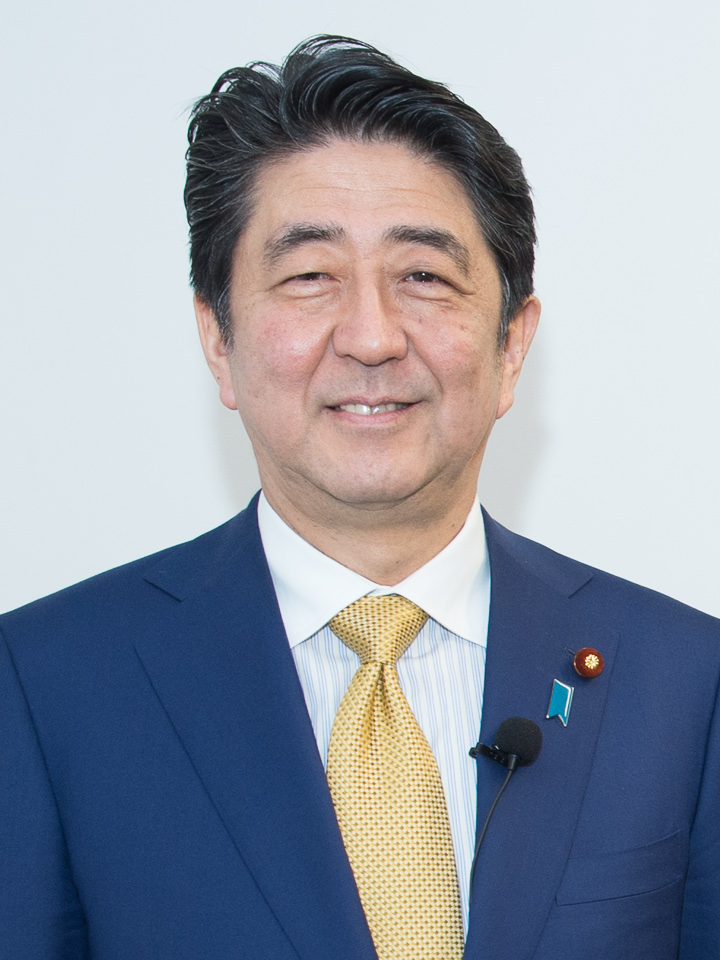
JPN Shinzō Abe, Primo ministro
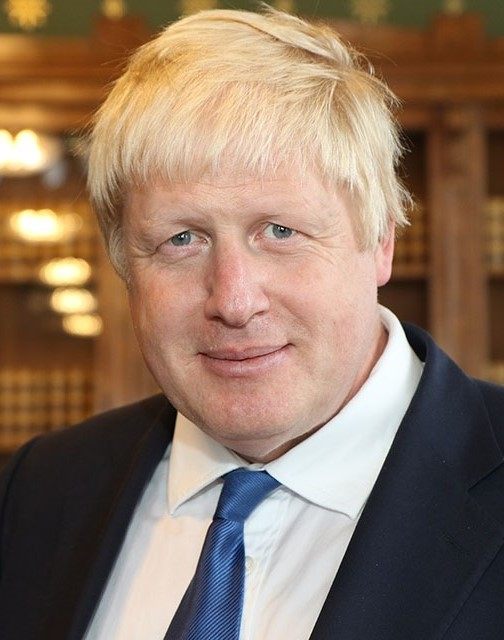
GBR Boris Johnson, Primo ministro
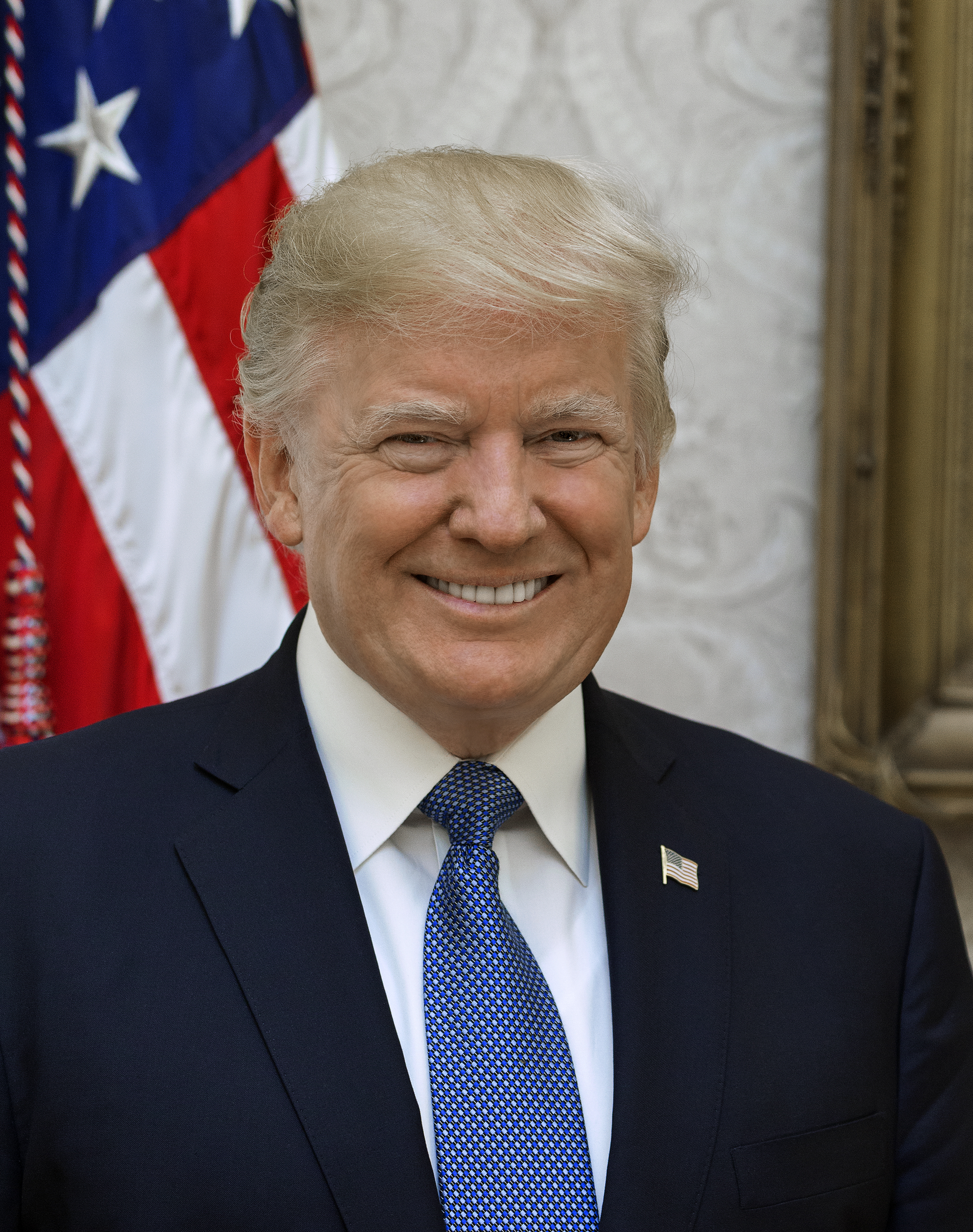
USA Donald Trump, Presidente
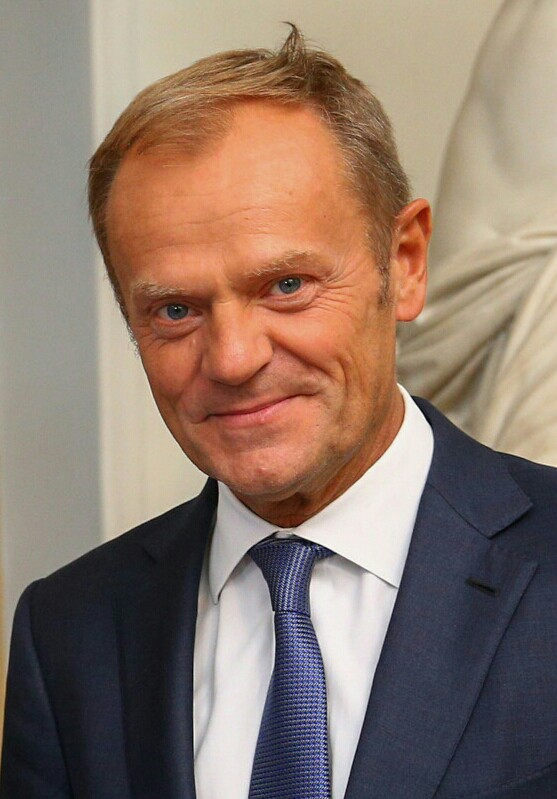
' Donald Tusk, Presidente del Consiglio europeo

- Francia
Emmanuel Macron, Presidente
- Canada
Justin Trudeau, 
Primo ministro
- Italia
Giuseppe Conte 
Presidente del Consiglio dei ministri
- Germania
Angela Merkel, Cancelliere
- Giappone
Shinzō Abe, 
Primo ministro
- Regno Unito
Boris Johnson, 
Primo ministro
- Stati Uniti
Donald Trump, Presidente
- Unione europea
Donald Tusk,
 Presidente del Consiglio europeo

## Leader invitati

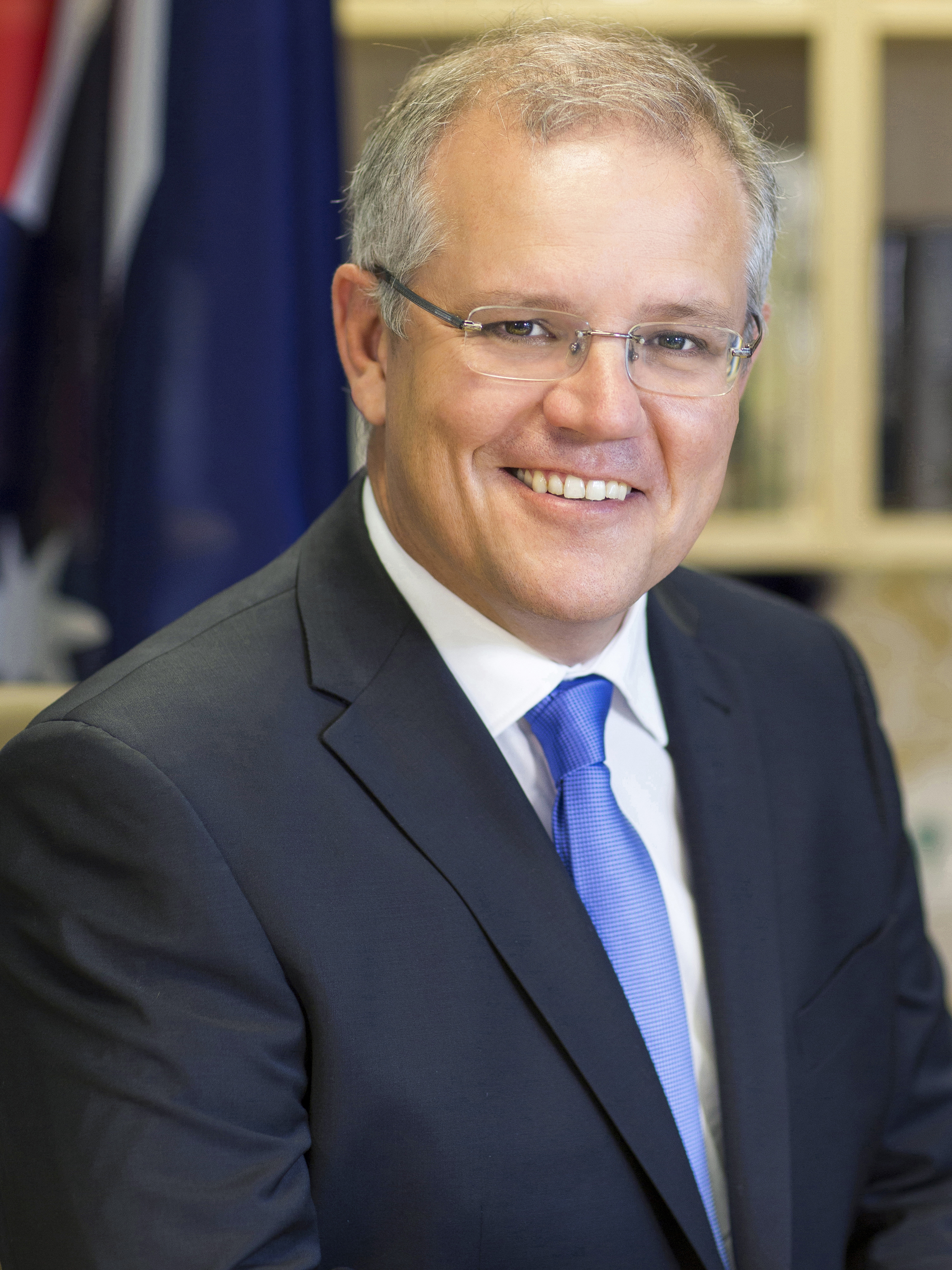
AUS Scott Morrison, Primo ministro
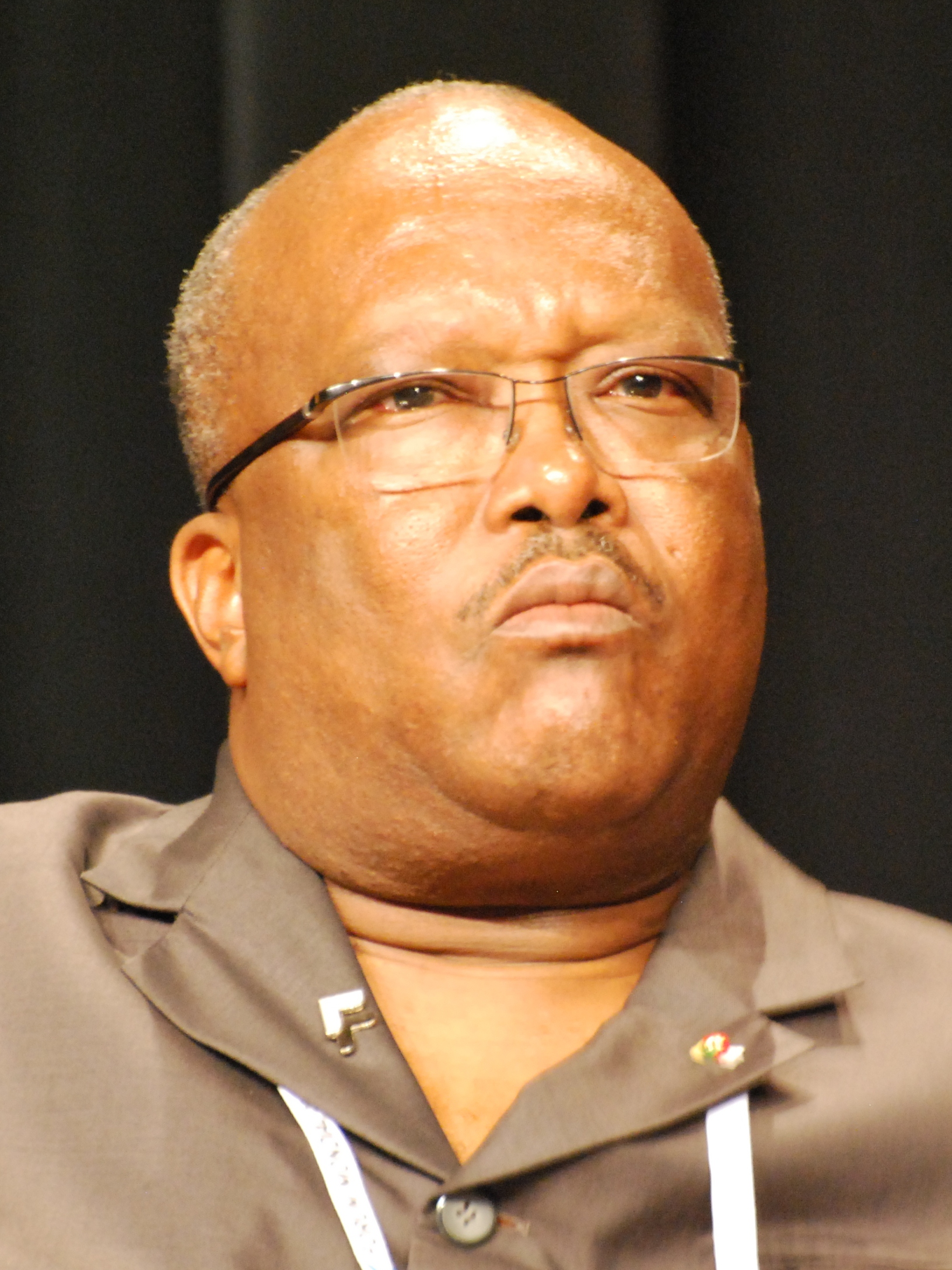
BFA Roch Marc Christian Kaboré, Presidente
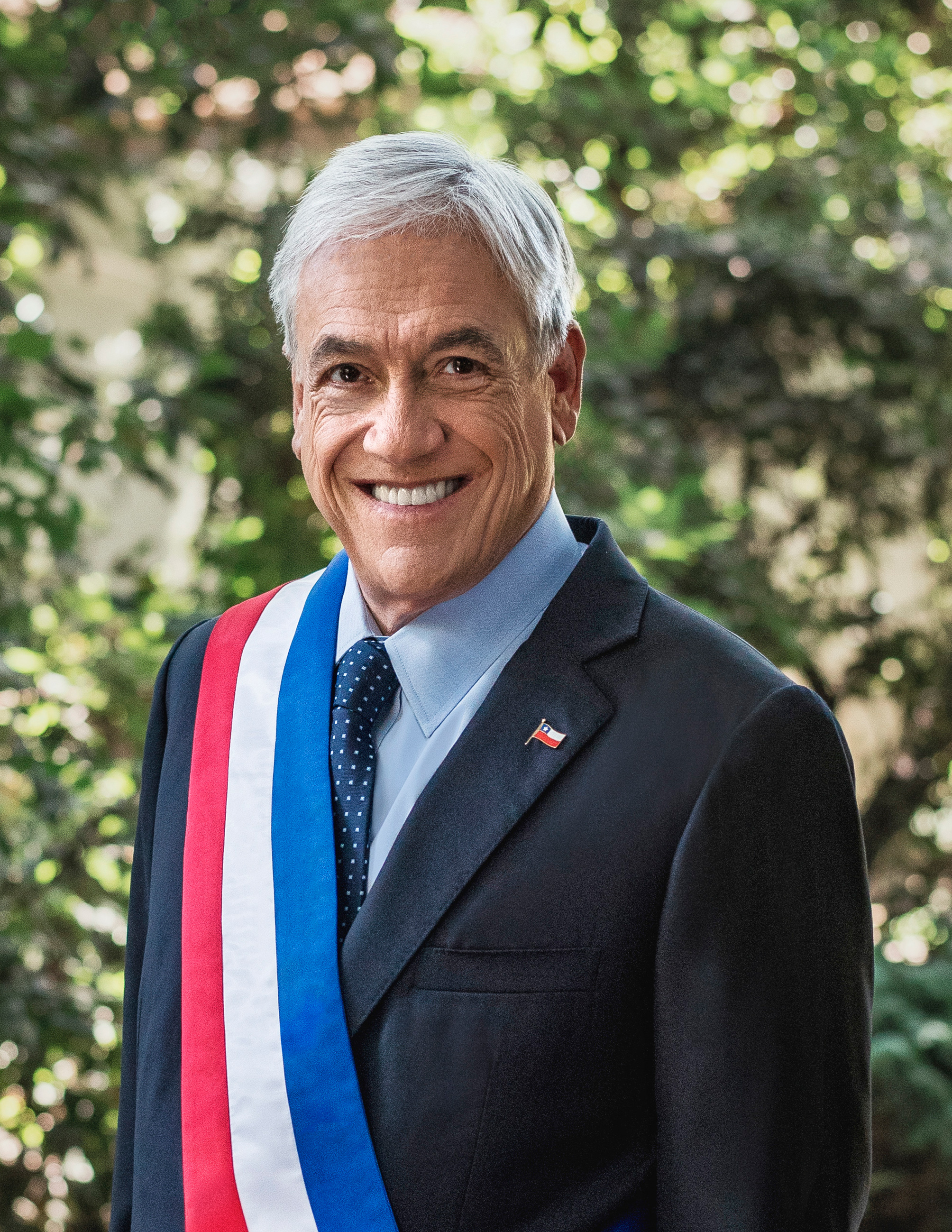
CHL Sebastián Piñera, Presidente
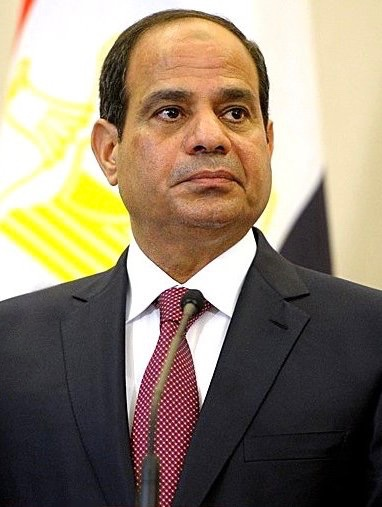
EGY Abdel Fattah al-Sisi, Presidente
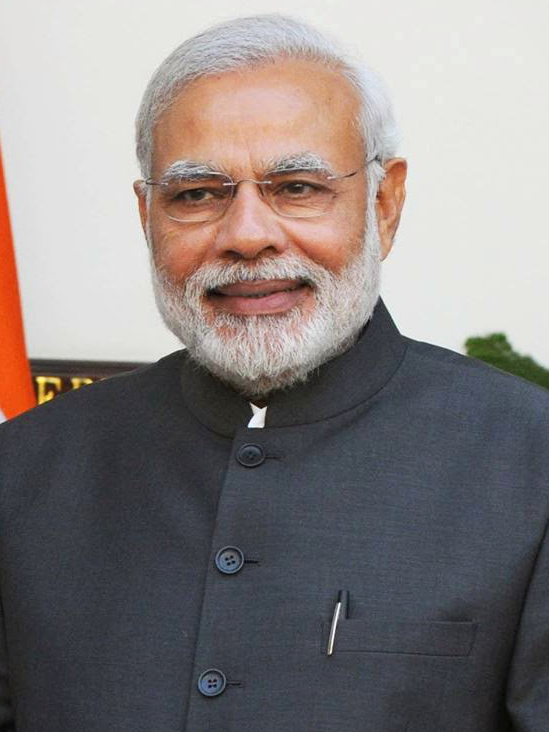
IND Narendra Modi, Primo ministro
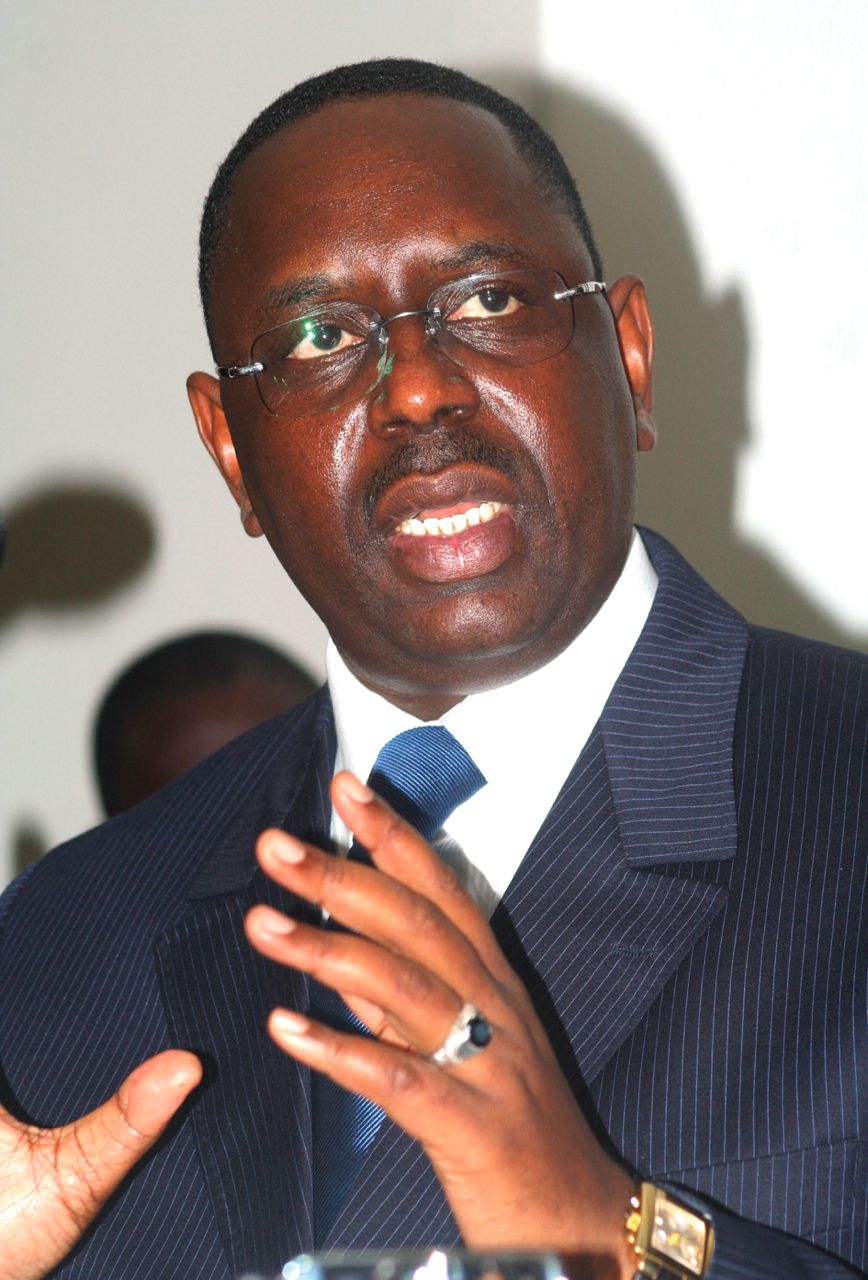
SEN Macky Sall, Presidente
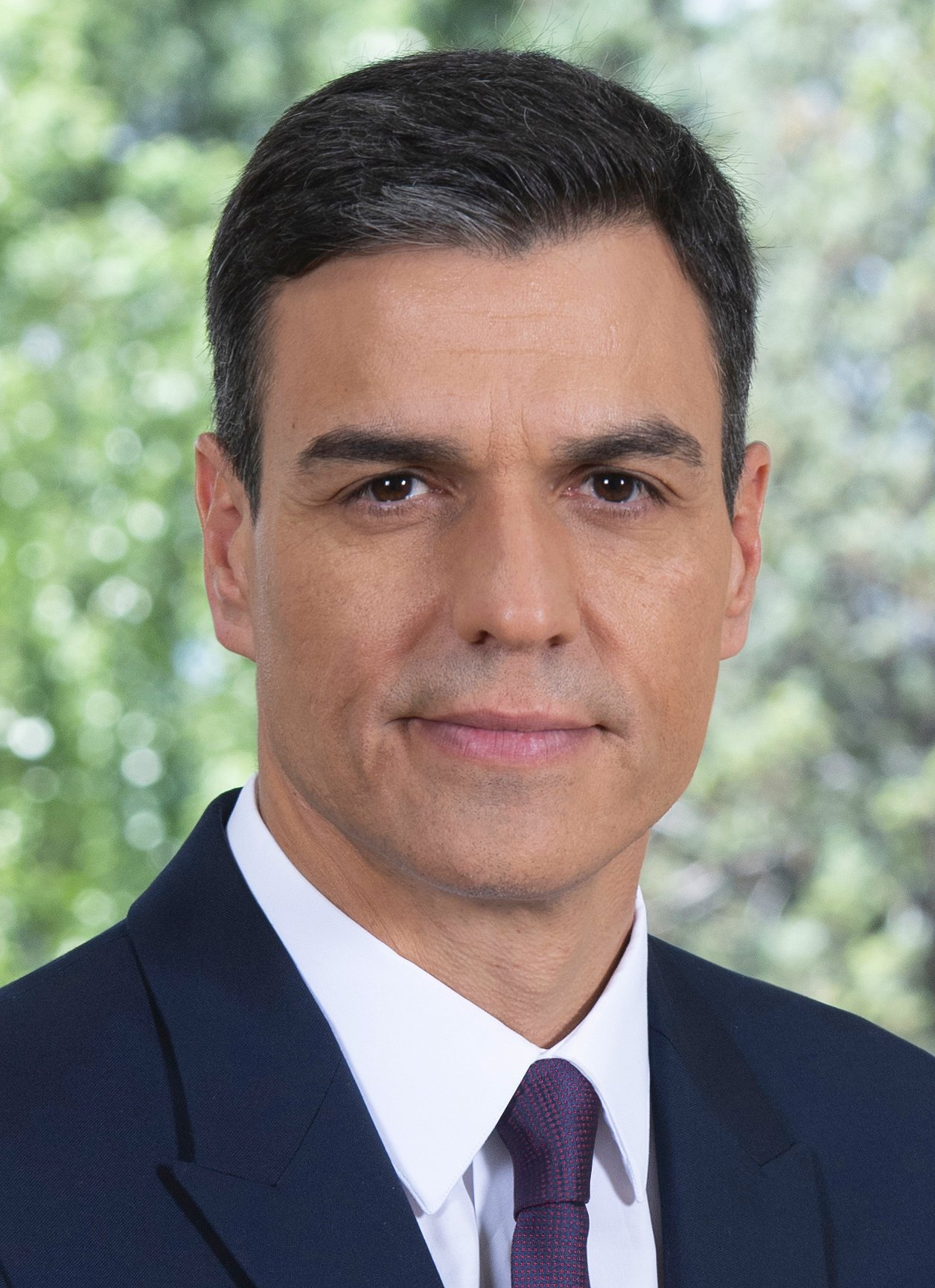
ESP Pedro Sánchez, Presidente del Governo
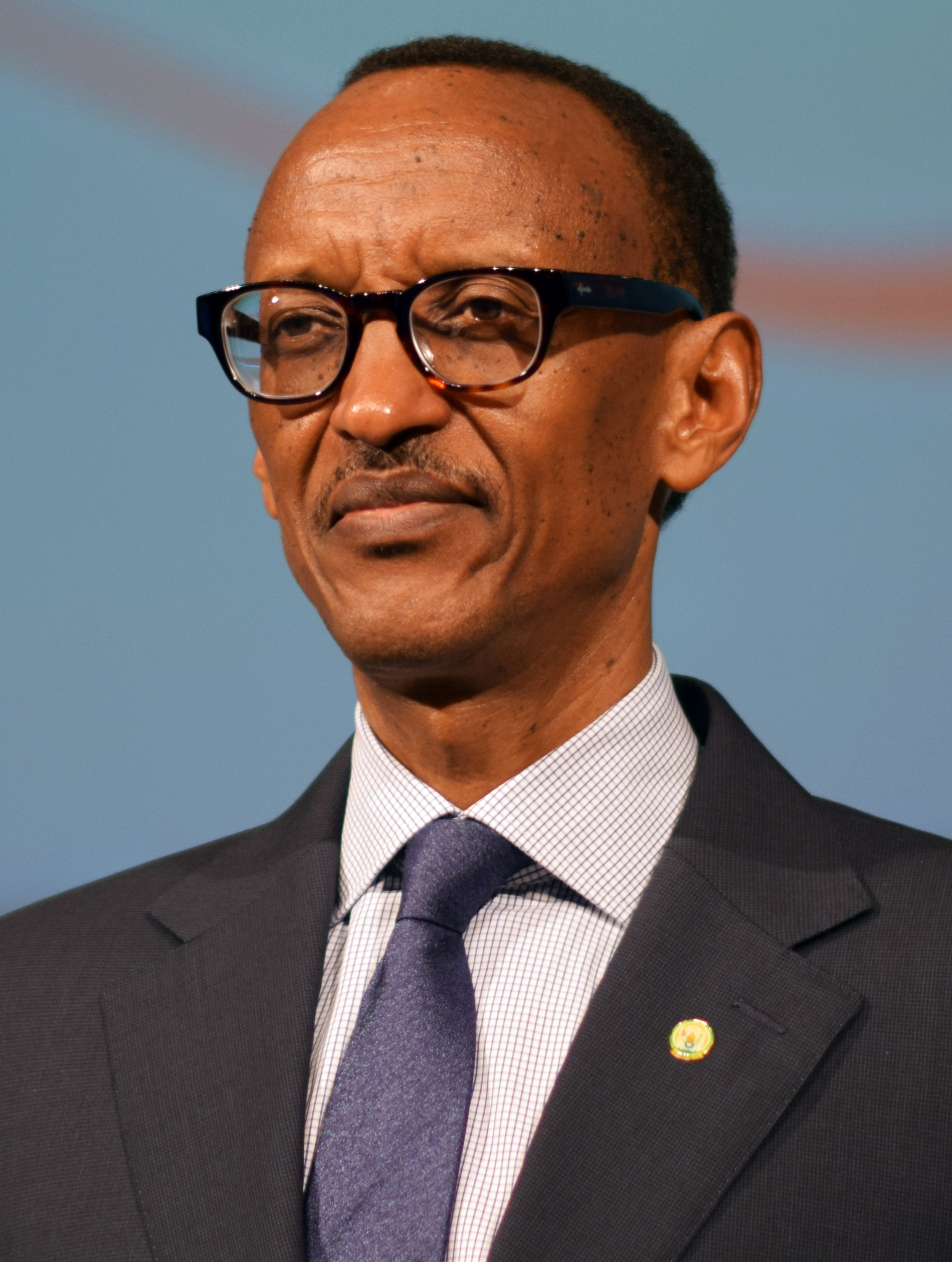
RWA Paul Kagame, Presidente
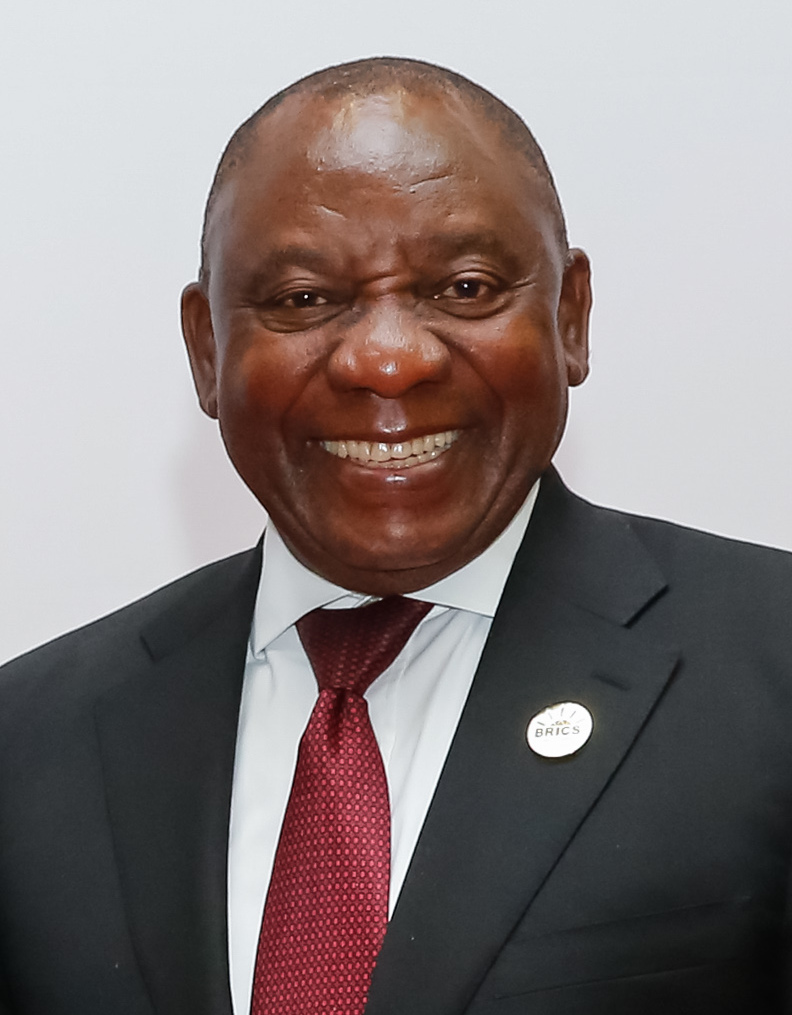
ZAF Cyril Ramaphosa, Presidente

- Australia
Scott Morrison,
Primo ministro
- Burkina Faso
Roch Marc Christian Kaboré, 
Presidente
- Cile
Sebastián Piñera, 
Presidente
- Egitto
Abdel Fattah al-Sisi, 
Presidente[2]
- India
Narendra Modi, 
Primo ministro
- Senegal
Macky Sall,
Presidente[3]
- Spagna
Pedro Sánchez, 
Presidente del Governo
- Ruanda
Paul Kagame, 
Presidente
- Sudafrica
Cyril Ramaphosa,
 Presidente

### Organizzazioni internazionali

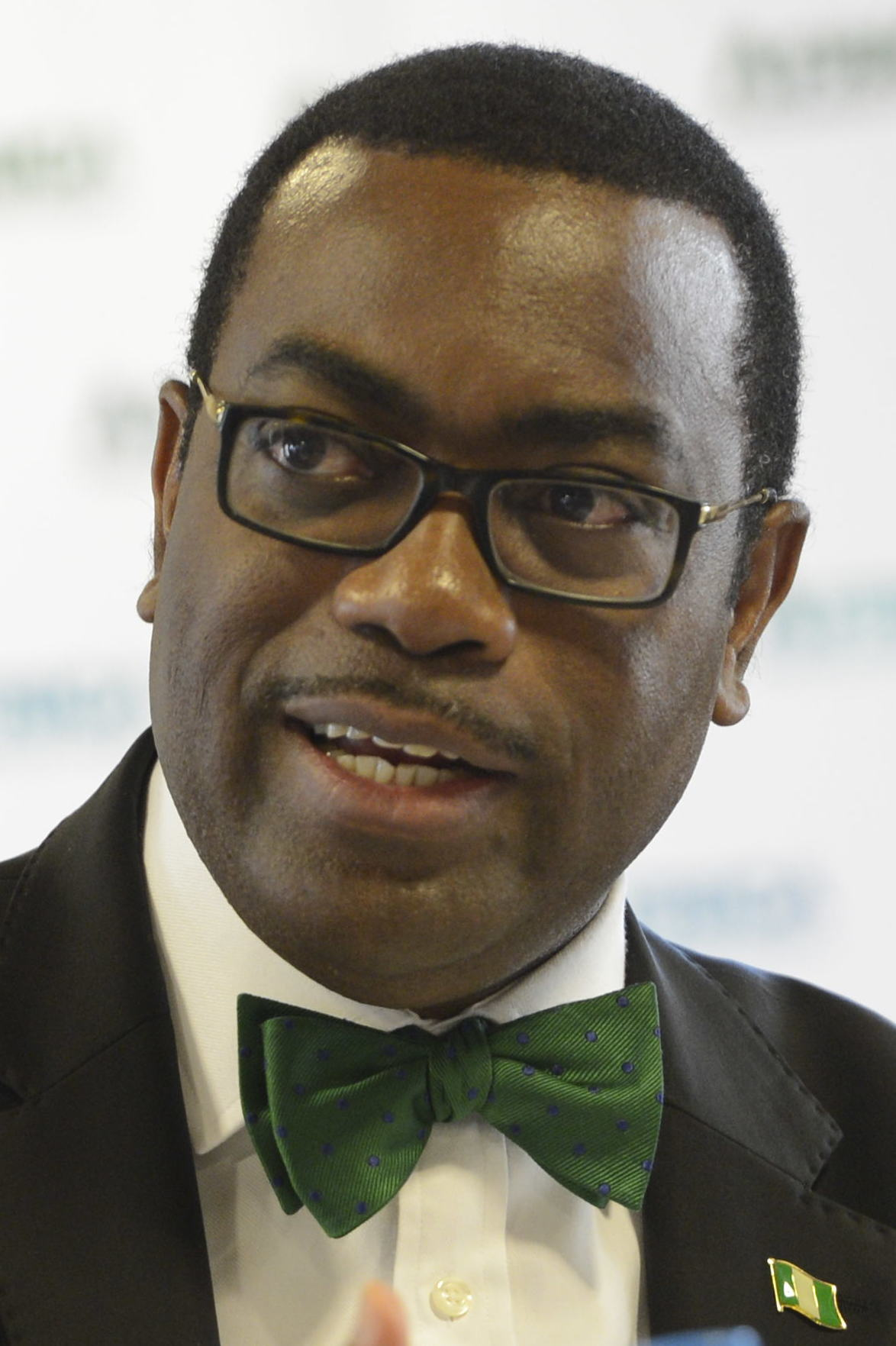
Banca africana di sviluppo Akinwumi Adesina, Presidente
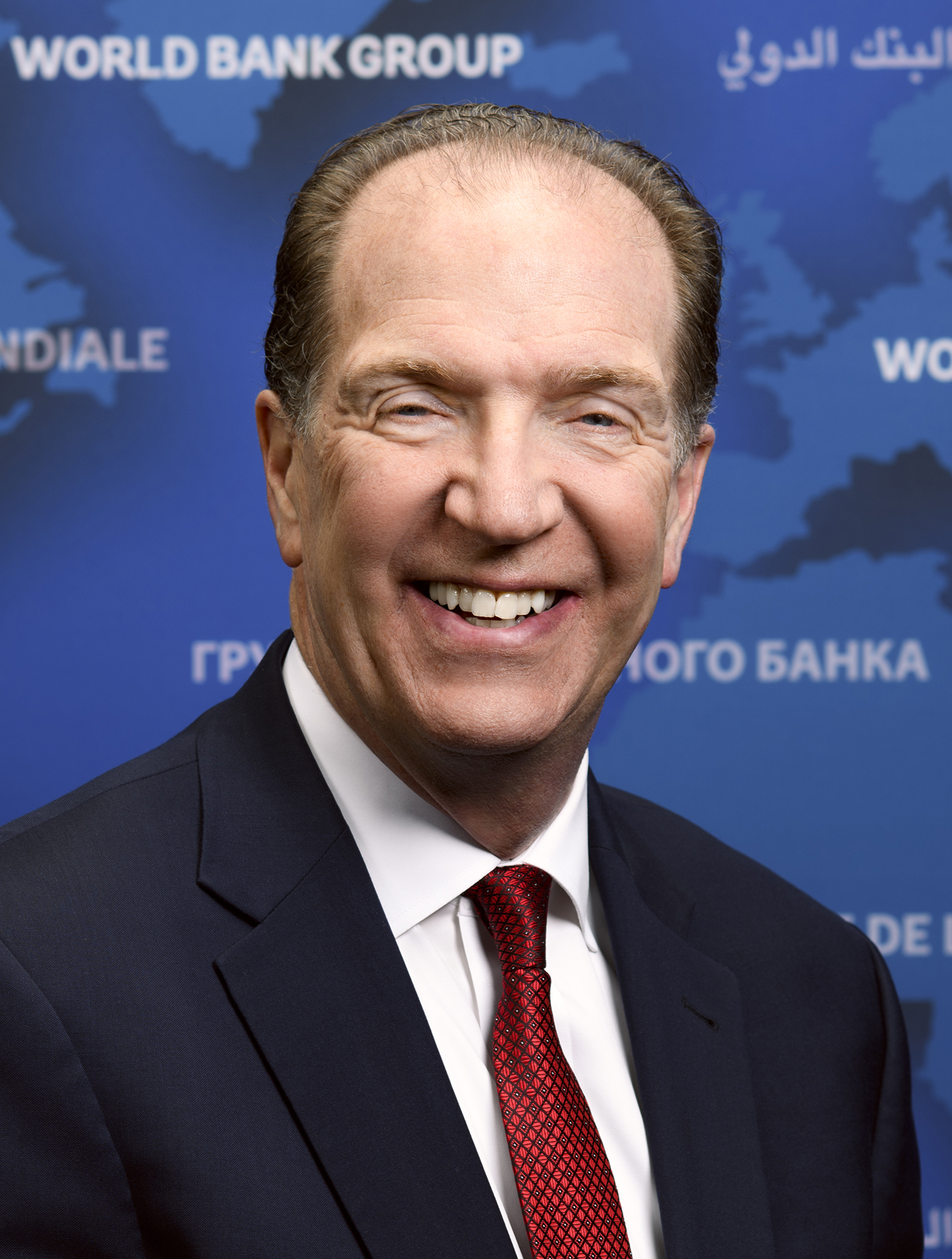
Banca Mondiale David Malpass, Presidente
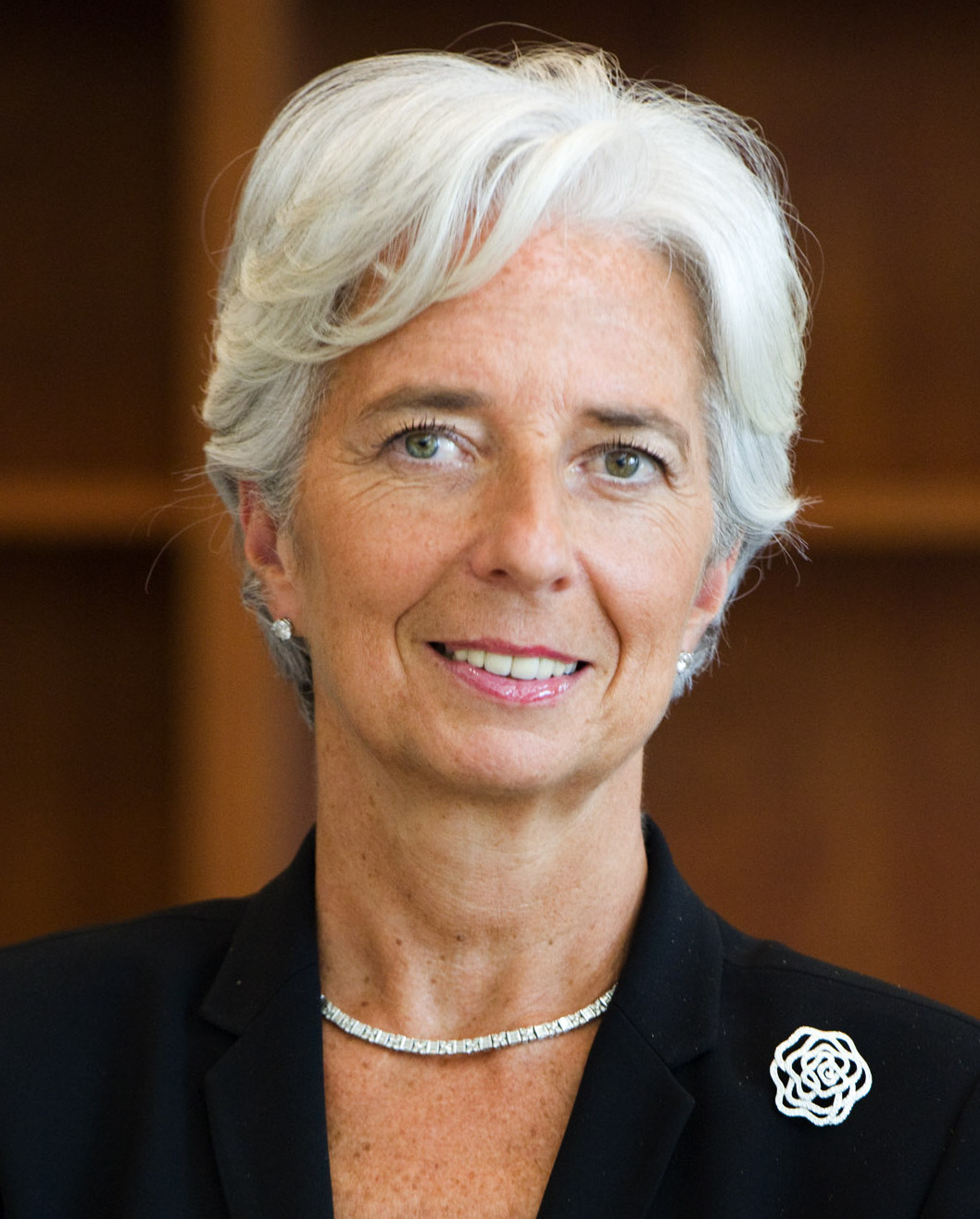
Fondo monetario internazionale Christine Lagarde, Direttore Operativo
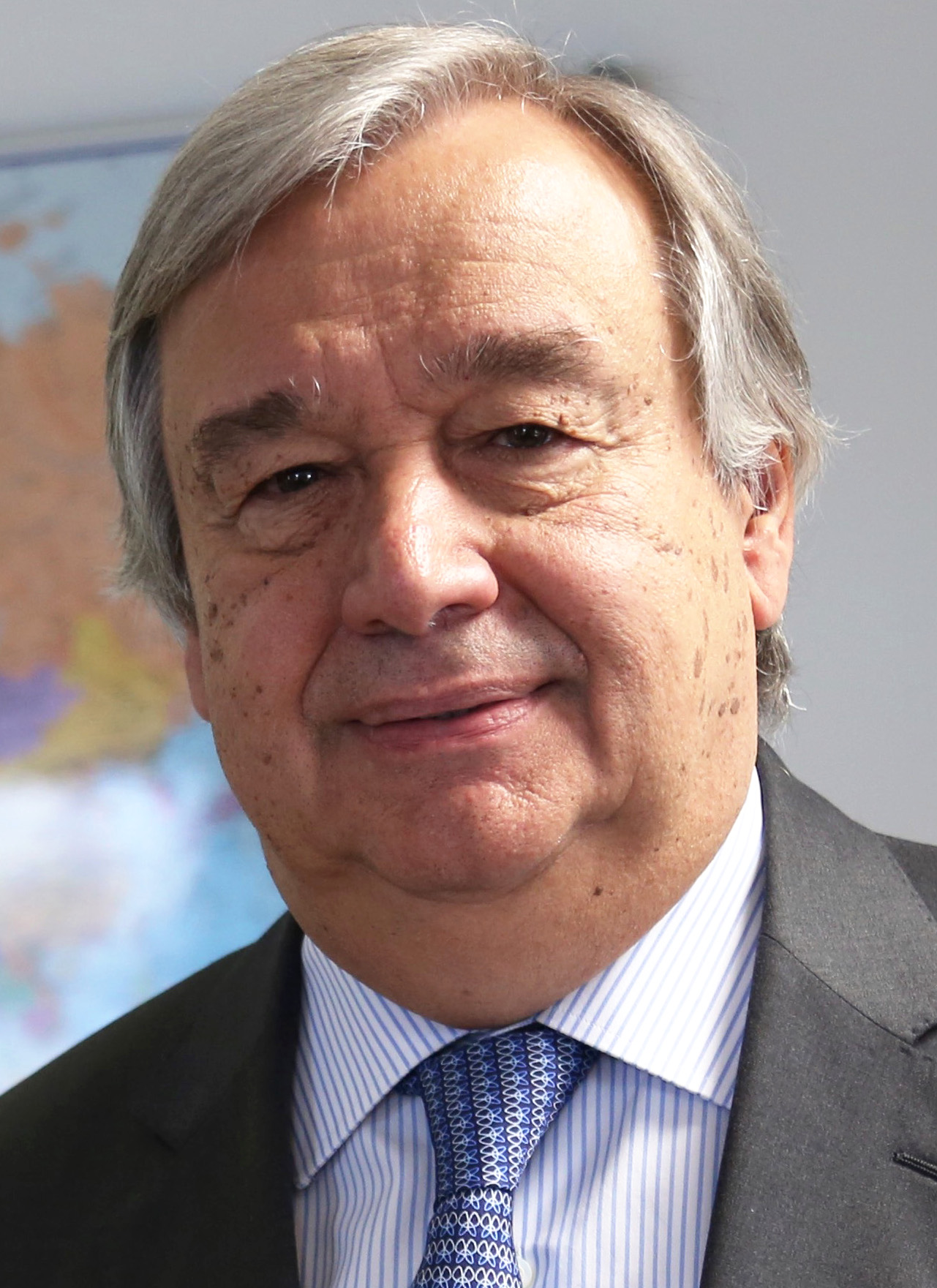
Nazioni Unite António Guterres, Segretario generale
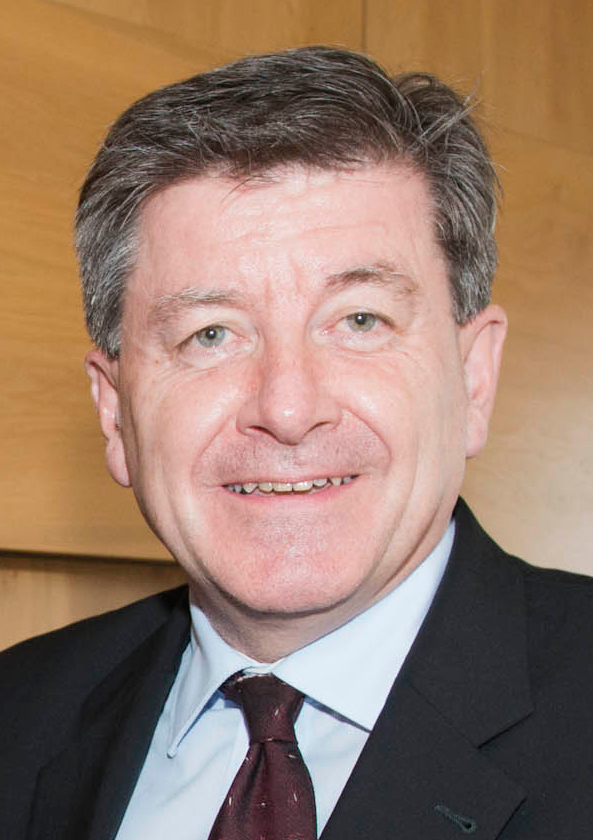
OIL Guy Ryder, Direttore generale
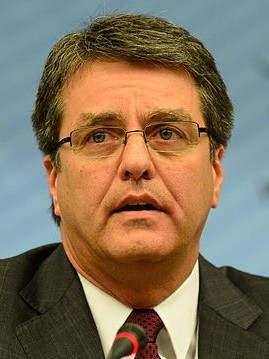
OMC Roberto Azevêdo, Direttore generale
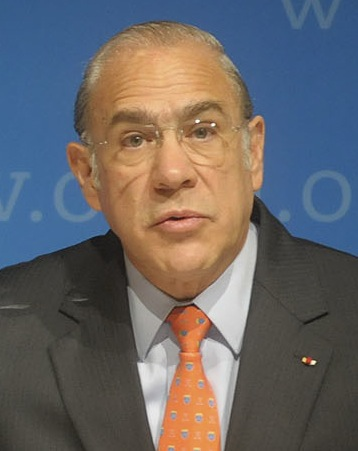
OCSE Ángel Gurría, Segretario generale
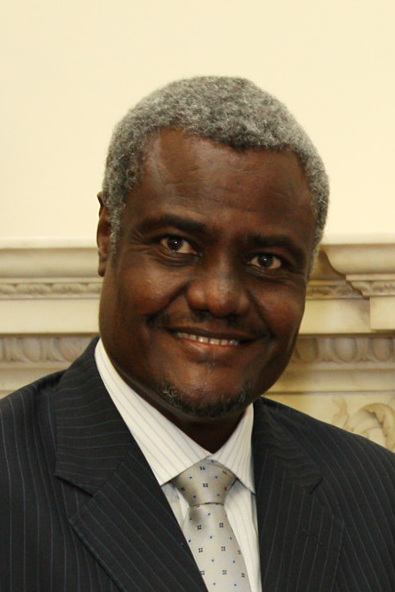
Unione africana Moussa Faki, Presidente della Commissione